# Фергас Фолс (Минесота)
Фергас Фолс (енгл. Fergus Falls) град је у америчкој савезној држави Минесота.

## Демографија
По попису из 2010. године број становника је 13.138, што је 333 (-2,5%) становника мање него 2000. године.
| Група             | 2000.          | 2010.          |
| Белци             | 12.987 (96,4%) | 12.407 (94,4%) |
| Афроамериканци    | 83 (0,6%)      | 147 (1,1%)     |
| Азијати           | 77 (0,6%)      | 87 (0,7%)      |
| Хиспаноамериканци | 122 (0,9%)     | 205 (1,6%)     |
| Укупно            | 13.471         | 13.138         |